# Alfred Hörtnagl
Alfred „Ali“ Hörtnagl (* 24. September 1966 in Matrei am Brenner) ist ein ehemaliger österreichischer Fußballspieler (1985–2005) und war Sportdirektor beim SK Rapid Wien (2006–2011), Nachwuchskoordinator beim deutschen Erstligisten SpVgg Greuther Fürth (November 2011 bis Dezember 2012) und von Jänner 2013 bis 2015 Sportvorstand beim deutschen Drittligisten FC Rot-Weiß Erfurt.

## Karriere
Mit knapp 19 Jahren debütierte der Wipptaler in der Kampfmannschaft der damaligen SSW Innsbruck in der Bundesliga unter dem Trainerduo Werner Schwarz und Friedl Peer, die nach dem Aus von Cor Brom das Team coachten. Hörtnagl kam in den letzten sieben Spielen der Saison 1984/85 zum Einsatz. Erst im Sommer 1984 war er vom Leistungszentrum Tirol zur U21-Mannschaft Innsbrucks gestoßen.
In den folgenden Jahren war er ein Fixpunkt in der Mannschaft. Vor allem unter Ernst Happel war er ab dessen zweiten Jahr in Innsbruck an den großen Erfolgen des FC Swarovski Tirol – Double 1989 und Meister 1990 – maßgeblich beteiligt. Unvergessen sind die Tivoli-Galaspiele im Cupfinalrückspiel 1989 gegen die Admira und beim historischen Kantersieg über Rapid mit 6:1 im April 1990. Noch einmal, in der Saison 1992/93 konnte Hörtnagl einen nationalen Titel feiern, den Cupsieg im Wiener Prater gegen den Erzrivalen Rapid. Unter dem neuen Trainer Horst Köppel war Hörtnagl dann nicht mehr im Kader des FC Tirol. Im Herbst kam er bei Rapid unter, wurde aber in Hütteldorf nicht wirklich glücklich und wechselte anschließend für zwei Jahre zu SK Sturm Graz. Im Sommer 1996 wagte er den Schritt nach Griechenland, nach einem Jahr ging es weiter nach Zypern.

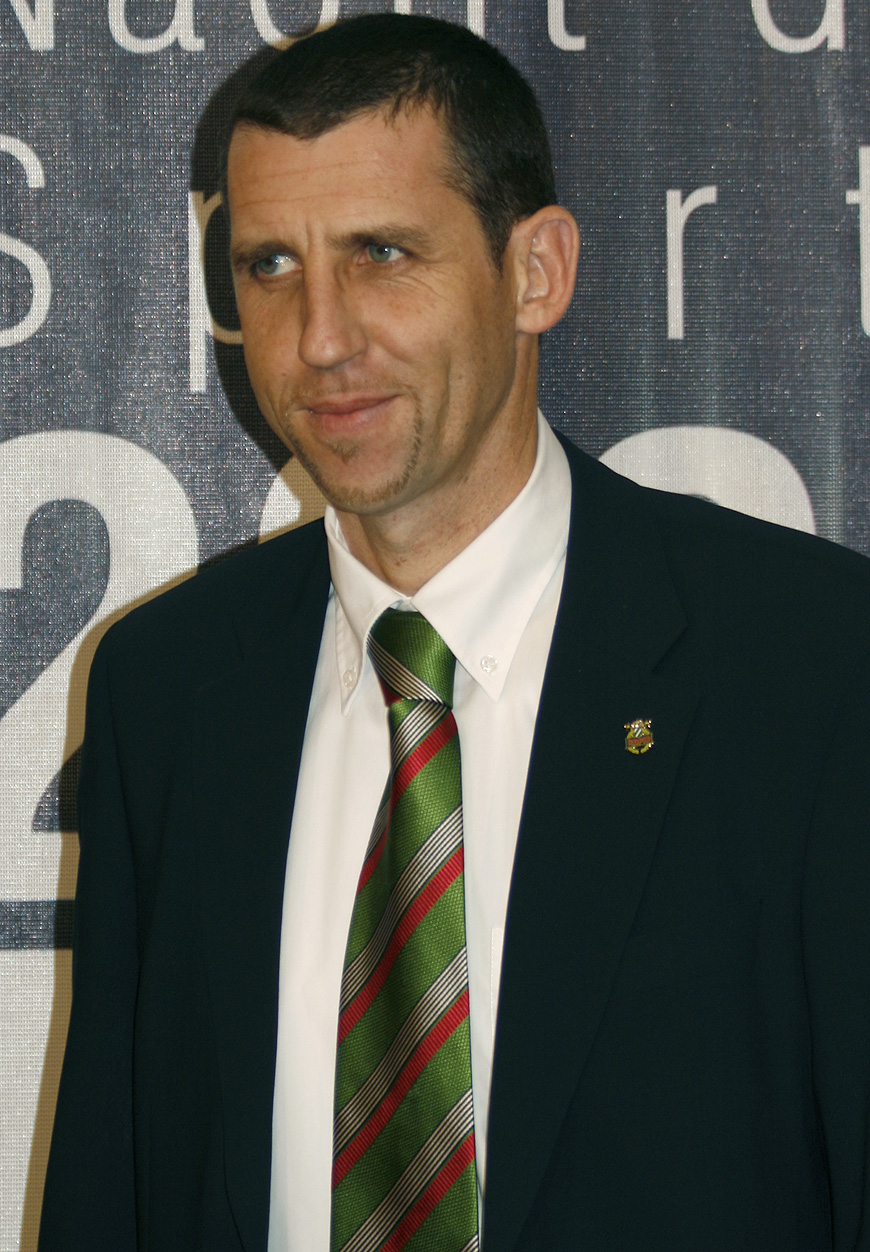
Alfred Hörtnagl bei der „Nacht des Sports“ 2008

Im Winter 1997/98, als sich der FC Tirol Innsbruck in einer schweren sportlichen Krise befand, wurde er von Peter Koncilia zurück in die Heimat geholt. Ein Goldgriff für beide Seiten, wie die Zukunft beweisen sollte. Unter dem Trainer Cipro und danach unter Kurt Jara wurde er zu einem der besten defensiven Mittelfeldspieler Österreichs. Bei den großen Erfolgen von 2000 bis 2002 war er ein Hauptakteur in den Reihen des FC Tirol Innsbruck. Nach dem Konkurs im Sommer 2002 war er gemeinsam mit Robert Wazinger der einzige aus der Meistermannschaft, der den Neuanfang unter dem Dach des FC Wacker Tirol spielerisch unterstützte. Ab dem Spieljahr 2002/2003 stieg der Verein binnen zwei Jahren in direkter Folge von der Regionalliga in die Bundesliga auf. In der Saison 2004/05 war Alfred Hörtnagl zudem sportlicher Leiter und Spieler in Personalunion. Wegen unterschiedlicher Auffassungen über die Zukunft des FC Wacker Tirol erfolgte mit Ende der Saison 2004/05 die Trennung.
International war Hörtnagl nicht von Erfolg verwöhnt. Im UEFA-Cup scheiterte er mit dem FC Swarovski 1987 zwar erst im Halbfinale gegen späteren Sieger IFK Göteborg, kam dabei aber nur sporadisch zum Einsatz. Weder in den Happel-Jahren, noch in der Ära Jara, konnten die ehrgeizigen Ziele der Tiroler erreicht werden, ein großer internationaler Erfolg blieb aus.
Mit der österreichischen Nationalmannschaft schaffte er die Qualifikation für die Weltmeisterschaft 1990 in Italien, in der Vorbereitung leitete er mit seinem Anschluss-Tor zum 2:1 in Spanien den Umschwung zum sensationellen 2:3-Sieg der Österreicher ein. Nach der eher enttäuschenden WM blieb es ihm erspart, bei der Färöer-Blamage mit dabei zu sein. Von den Teamchefs Dietmar Constantini, Ernst Happel und Herbert Prohaska nicht mehr berücksichtigt, feierte er unter Otto Barić 1999 ein Comeback und kam noch auf einige Einsätze.
Im Sommer 2005 beendete der defensive Mittelfeldspieler nach 20 Jahren seine aktive Karriere als Profifußballer. Anschließend schrieb er sein erstes Buch.
Seit Jänner 2006 ist Alfred Hörtnagl EURO 2008-Botschafter für den EM-Spielort Innsbruck. Weiters schreibt er für die Kronen Zeitung regelmäßig Kolumnen und veranstaltet im Sommer 2006 zwei Fußball- und Freizeitcamps für Kinder. Am 20. Dezember 2006 wurde bekannt, dass Hörtnagl neuer Sportdirektor von Rapid wird, am 30. März 2011 trat er freiwillig von diesem Posten zurück.
Von November 2011 bis Dezember 2012 bekleidete er das Amt des Nachwuchskoordinators beim deutschen Erstligisten SpVgg Greuther Fürth. Ab Jänner 2013 war er Sportvorstand beim deutschen Drittligisten FC Rot-Weiß Erfurt. Im Mai 2015 wurde er durch Torsten Traub ersetzt. Ab Juli 2015 bis Ende Juni 2019 war Hörtnagl als General Manager des FC Wacker Innsbruck verpflichtet, nach dem Abstieg in die 2. Liga, wurde sein Vertrag aufgelöst.

## Erfolge
- 5 × Österreichischer Meister: 1989, 1990 (FC Swarovski Tirol) 2000, 2001, 2002 (FC Tirol Innsbruck)
- 3 × Österreichischer Cupsieger: 1989 (FC Swarovski Tirol), 1993 (FC Wacker Innsbruck), 1996 (SK Sturm Graz)
- 1 × Meister der Regionalliga West: 2003 (SPG WSG Wattens-FC Wacker Tirol)
- 1 × Meister Erste Liga: 2004 (FC Wacker Tirol)
- Teilnahme an der Fußball-Weltmeisterschaft 1990 in Italien (2 Einsätze)
- 27 Länderspiele für den ÖFB
- 33 Europacupspiele
- 411 Bundesligaeinsätze

## Werke als Schriftsteller
- Kämpfen und Siegen mit Herz: Fußball als Lebensweg (Berenkamp Verlag); ISBN 3-85093-206-0